# 小行星2171
小行星2171（2171 Kiev）是一颗围绕太阳公转的小行星。1973年8月28日，塔瑪拉·斯米爾諾娃在克里米亚发现了此天体。
該小行星以烏克蘭的首都基輔命名，以紀念基輔建城1500周年。
这颗小行星的绝对星等为180.2050127888341等。